# Brasiliens Grand Prix 1980
Brasiliens Grand Prix 1980 var det andra av 14 lopp ingående i formel 1-VM 1980.  

## Resultat
1. René Arnoux, Renault, 9 poäng
2. Elio de Angelis, Lotus-Ford, 6
3. Alan Jones, Williams-Ford, 4
4. Didier Pironi, Ligier-Ford, 3
5. Alain Prost, McLaren-Ford, 2
6. Riccardo Patrese, Arrows-Ford, 1
7. Marc Surer, ATS-Ford
8. Ricardo Zunino, Brabham-Ford
9. Keke Rosberg, Fittipaldi-Ford
10. Jochen Mass, Arrows-Ford
11. John Watson, McLaren-Ford
12. Jean-Pierre Jarier, Tyrrell-Ford
13. Bruno Giacomelli, Alfa Romeo
14. Derek Daly, Tyrrell-Ford
15. Emerson Fittipaldi, Fittipaldi-Ford
16. Gilles Villeneuve, Ferrari (varv 36, gasspjäll)

### Förare som bröt loppet
- Patrick Depailler, Alfa Romeo (varv 33, elsystem)
- Jean-Pierre Jabouille, Renault (25, turbo)
- Nelson Piquet, Brabham-Ford (14, upphängning)
- Jacques Laffite, Ligier-Ford (13, elsystem)
- Clay Regazzoni, Ensign-Ford (13, motor)
- Jody Scheckter, Ferrari (10, motor)
- Mario Andretti, Lotus-Ford (1, snurrade av)
- Carlos Reutemann, Williams-Ford (1, bakaxel)

### Förare som ej kvalificerade sig
- Jan Lammers, ATS-Ford
- Dave Kennedy, Shadow-Ford
- Stefan "Lill-Lövis" Johansson, Shadow-Ford
- Eddie Cheever, Osella-Ford